# Mîkolaiivka, Vîsokopillea
Mîkolaiivka (în ucraineană Миколаївка) este un sat în comuna Ivanivka din raionul Vîsokopillea, regiunea Herson, Ucraina.

## Demografie
Componența lingvistică a localității Mîkolaiivka
     Ucraineană (90,13%)
     Rusă (9,21%)
     Alte limbi (0,66%)
Conform recensământului din 2001, majoritatea populației localității Mîkolaiivka era vorbitoare de ucraineană (90,13%), existând în minoritate și vorbitori de rusă (9,21%).